# Limnophora dybasi
Limnophora dybasi är en tvåvingeart som beskrevs av John Otterbein Snyder 1965. Limnophora dybasi ingår i släktet Limnophora och familjen husflugor. Inga underarter finns listade i Catalogue of Life.